# Rambach (Salzbach)
Der Rambach, teilweise auch als Oberer Salzbach bezeichnet, entspringt im nordöstlichen Wiesbadener Stadtwald zwischen Kellerskopf und dem Taunushauptkamm, fließt durch die Wiesbadener Vororte Rambach und Sonnenberg, sodann durch den Kurpark Wiesbaden. Der Bach endet unter dem Wiesbadener Kurviertel in einem Kanalsystem, ebenso wie Schwarzbach und Wellritzbach, mit denen zusammen er den Salzbach bildet, der schließlich zum Rhein entwässert.
Nebenbäche des Rambach sind der Goldsteinbach und der Tennelbach.
Nach starken Regenfällen kann es zu Überschwemmungen kommen, die nicht nur in dem Ortschaften Rambach und Sonnenberg, sondern auch im Kurhaus Wiesbaden erhebliche Schäden verursachen.

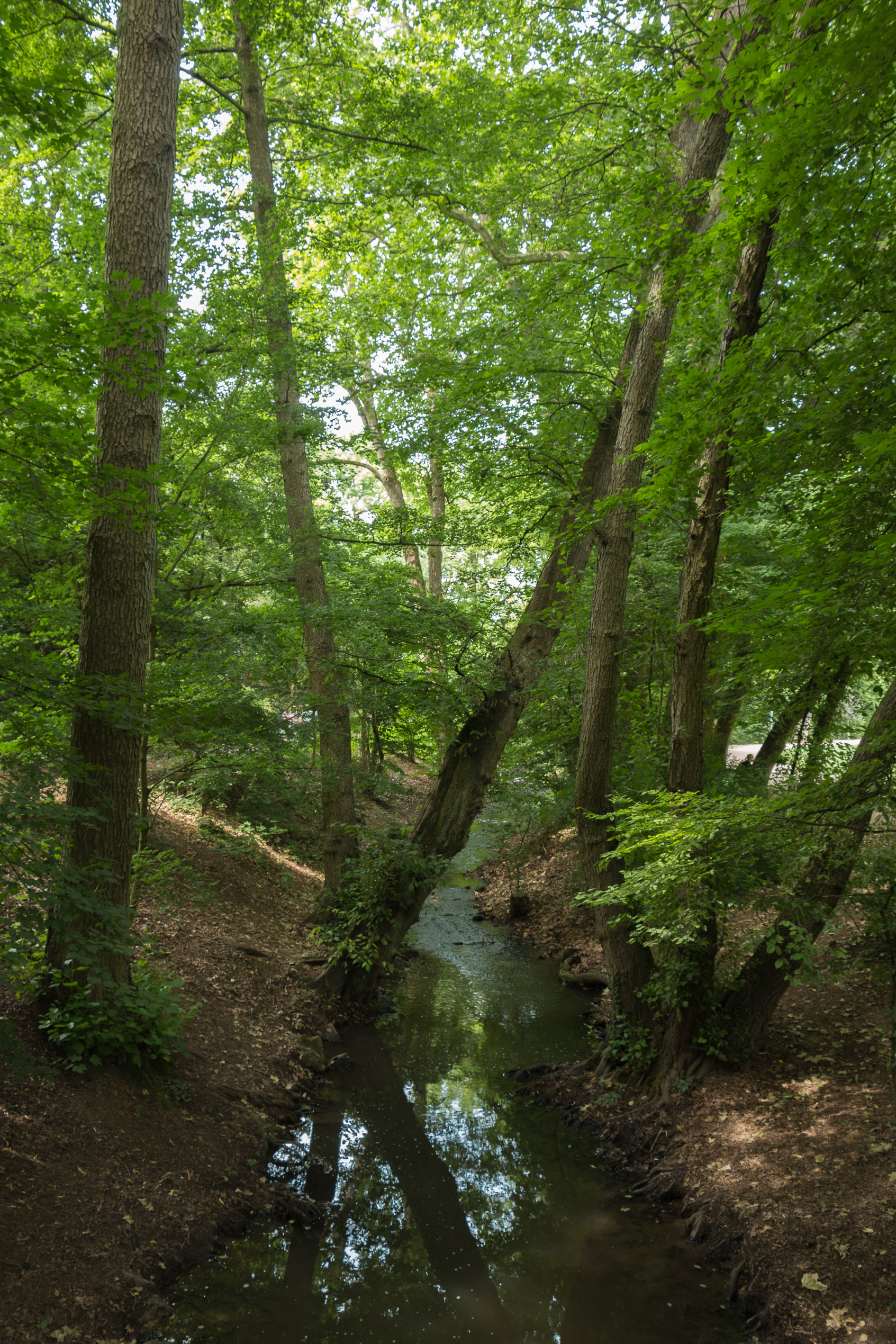
Der Rambach nahe Wiesbaden-Sonnenberg
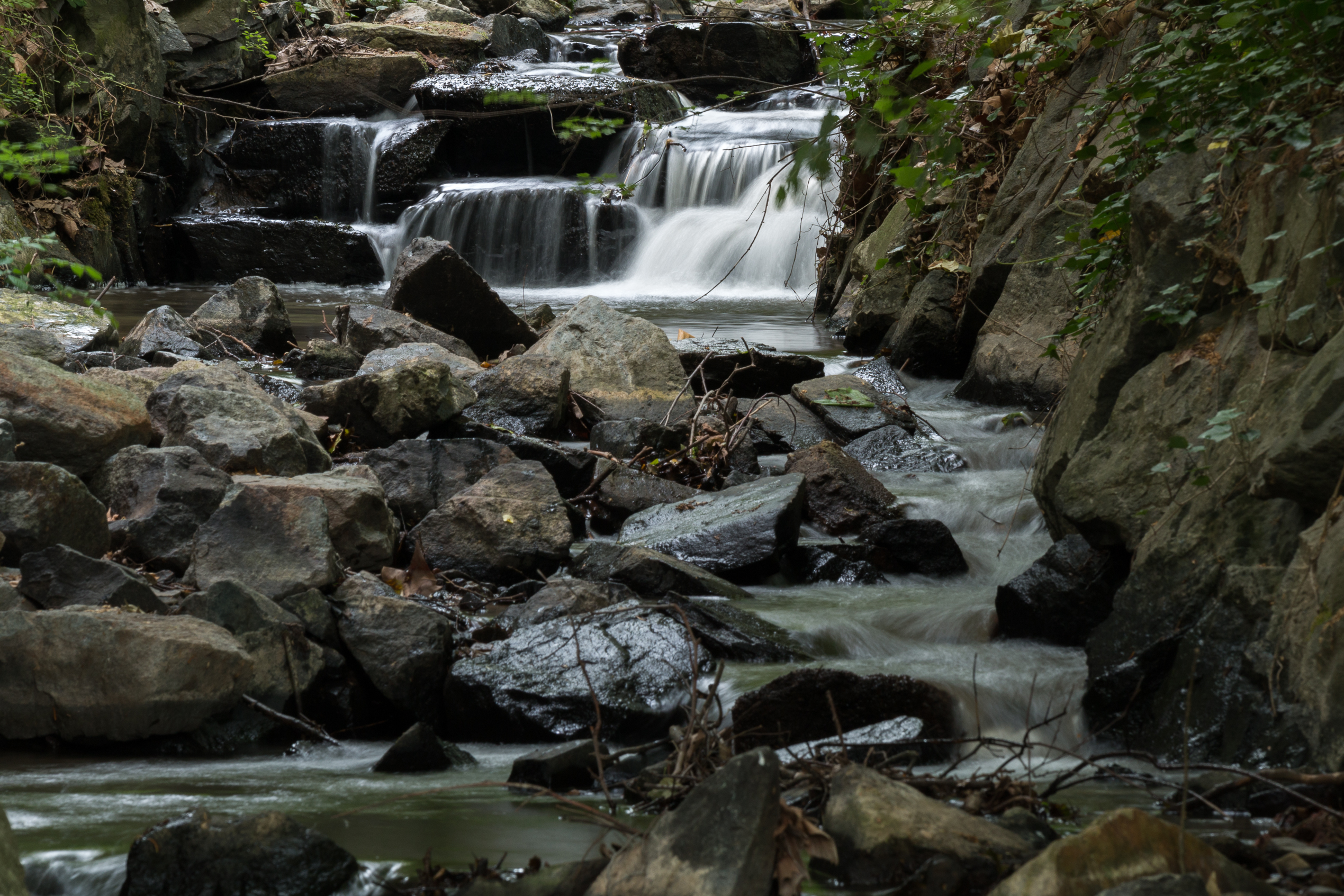
Der Rambach nahe dem Kurpark Wiesbaden